# Містер Метан
Містер Метан (англ. Mr. Methane) — англійський метеорист і артист естради, також має псевдонім Пердун (англ. Fartman Fartman). Справжнє ім'я — Пол Олдфілд (англ. Paul Oldfield). Відомий тим, що може керувати кишковими газами, може виконувати музичні мелодії і робити трюки (задувати свічки тощо). Почав виступати в 1991 році, в 2006 році тимчасово залишав естраду, повернувшись в 2007 році. Пол Олфілд стверджує, що він — єдиний на даний момент музикант-метеорист в світі.

## Життєпис

### Початок творчого шляху
Згідно з книгою Бі-бі-сі про британських розважальних номерах «Коли я буду відомий?» (2003), Олдфілд виявив свою здатність до метеоризму у віці п'ятнадцяти років, практикуючи йогу. На наступний день він пукнув двадцять разів поспіль менш ніж за хвилину перед групою своїх друзів. Це зробило його настільки популярним серед знайомих, що Пол зробив виконання подібних трюків регулярним. На цей час він ще не був популярним, замість цього Олдфілд почав працювати на Британській залізниці машиністом.
Наприкінці 1980 років Пол перевівся на станцію Бакстон в Дербіширі. Там він зустрів водія на ім'я Пол Гендерс, який грав в соул/блюз-кавер-групі з Макклсфілд «Screaming Beavers». Гендерс запропонував Олдфілд виступати з групою в ролі запрошеного артиста. Аудиторія любила його виступи, і Пол (відтепер Містер Метан) вирішив почати свою кар'єру, так звану як «метеорист». Він також якийсь час виступав на розігріві для панк-рок-групи Макклсфілд «Macc Lads». Вони також написали пісню про Містера Метана в своєму альбомі «Beer Necessities».

### Виступи на телебаченні
У 2009 році Містер Метан прослуховувався в шоу «Britain's Got Talent». Перед телеглядачами Містер Метан заявив про свій намір «ввести в мистецтво» метеоризм. Після чого ліг на спеціальний стіл ногами до глядачів, задер ноги і підніс мікрофон до сідниці. Виконання вальсу Йоганна Штрауса «На прекрасному блакитному Дунаї», яке тривало близько двох хвилин, викликало гучний сміх в залі для глядачів.
У 2009 році Містер Метан прослуховувався також в шоу «суперталант» в Німеччині, але вибув у півфіналі.